# Немировський Данііл Сергійович
Данііл Сергійович Немиро́вський (нар. 14 травня 1993, Маріуполь) — український графік; член Національної спілки художників України з 2015 року. Син художниці Юлії Немировської.

## Біографія
Народився 14 травня 1993 року в місті Маріуполі (Донецька область, Україна). 2017 року закінчив Національну академію образотворчого мистецтва і архітектури у Києві (викладачі В. Будников, К. Добрянський, А. Кириченко, І. Мельничук, О. Цугорка); 2018 року — Київську академію медійного мистецтвава (викладачі О. Балашова, Л. Герман).
З 2019 року працює викладачем Коледжу мистецтв та дизайну Київського університету технологій та дизайну.

## Творчість
Працює в галузі станкової графіки. Серед робіт:
- «Елегія забутого вечора» (2010);
- «Київський футбол» (2015, полотно, акрил);
- «Гамлет» (2017);
- «Велика загадка шпильок і палиць» (2018);
- «Інколи ми робимо синхронні дії» (2018, папір, кулькова ручка);
- «Улюбленець Амура» (2018, папір, кулькова ручка);
- «Спільнота» (2019, папір, кулькова ручка);
- «Янус і Карна» (2019);
- «Даниїл та Олена» (2019).

Автор малюнків для газети «Воно», видавництва «Поэтический листок». 
Бере участь міських, обласних, всеукраїнських, міжнародних художніх виставках з 2012 року. Персональні виставки відбулися у Києві у 2014, 2016, 2018 роках, Чернігові у 2015 році. 
Окремі роботи художника зберігалися у Центрі сучасного мистецтва імені Архипа Куїнджі у Маріуполі.